# 1968 في الأرجنتين
فيما يلي قوائم الأحداث التي وقعت خلال عام 1968 في الأرجنتين.

## رياضة
- 1 يناير – دوري الدرجة الأولى الأرجنتيني 1968 الفائز فيليز سارسفيلد.
- 1 يناير – كأس الإنتركونتيننتال 1968 الفائز إستوديانتيس دي لا بلاتا.

## مواليد

### يناير
- 1 يناير – غابرييلا راديشي صحفية أرجنتينية.
- 1 يناير – لورا ألكوبا
- 21 يناير – فيكتور سوتومايور لاعب كرة قدم أرجنتيني.
- 25 يناير – خيرمان داريو رودريغيز لاعب كرة قدم أرجنتيني.

### فبراير
- 5 فبراير – هيكتور بيدوليو لاعب كرة قدم أرجنتيني.
- 7 فبراير – دييغو أوليفيرا
- 13 فبراير – اليخاندرو روسو لاعب كرة قدم أرجنتيني.

### أبريل
- 5 أبريل – خافيير باينا لاعب كرة قدم أرجنتيني.
- 29 أبريل – ماتياس ألين
- 29 أبريل – نيستور فابري لاعب كرة قدم أرجنتيني.

### مايو
- 1 مايو – خوان البرتو إسبيل لاعب كرة سلة أرجنتيني.
- 21 يناير – فيكتور سوتومايور لاعب كرة قدم أرجنتيني.

### يونيو
- 7 يونيو – خوان أنطونيو بيتزي لاعب كرة قدم إسباني.
- 11 يونيو – دانيال أورسانيك لاعب كرة مضرب أرجنتيني.

### يوليو
- 13 يوليو – موريل سانتا انا ممثلة أرجنتينية.
- 21 يوليو – كلوديا برانت

### أغسطس
- 6 أغسطس – باتريشيا تارابيني لاعبة كرة مضرب أرجنتينية.
- 10 أغسطس – ماتياس كورال لاعب رغبي أرجنتيني.
- 30 أغسطس – كلاوديو بريزويلا لاعب كرة قدم أرجنتيني.

### سبتمبر
- 4 سبتمبر – أليخاندرو مانكوسو لاعب كرة قدم أرجنتيني.
- 15 سبتمبر – كريستيان كولسون منتج أفلام بريطاني.
- 22 سبتمبر – ديفيد بيسكونتي لاعب كرة قدم أرجنتيني.

### أكتوبر
- 6 أكتوبر – هوغو بيريز لاعب كرة قدم أرجنتيني.
- 17 أكتوبر – رودولفو استيبان كاردوسو لاعب كرة قدم أرجنتيني.
- 23 أكتوبر – بتينا فالكو لاعبة كرة مضرب أرجنتينية.
- 26 أكتوبر – ماورو أيريز لاعب كرة قدم أرجنتيني.
- 28 أكتوبر – خوسيه مانويل كورال سياسي أرجنتيني.

### نوفمبر
- 2 نوفمبر – ليوناردو دي تشيزاري مخرج أفلام أرجنتيني.

## وفيات

### أبريل
- 28 أبريل – خورخي كيسلينغ (مواليد 1940)

### يوليو
- 27 يوليو – خوسيه ارسي (مواليد 1881) سياسي أرجنتيني.

### سبتمبر
- 3 سبتمبر – خوان كاسترو (مواليد 1895) موسيقي أرجنتيني.
- 7 سبتمبر – لوسيو فونتانا (مواليد 1899)

### نوفمبر
- 30 نوفمبر – خوان خوسيه تراميوتولا (مواليد 1902) لاعب كرة قدم أرجنتيني.